# Елко (Міннесота)
Елко (англ. Elko) — місто в окрузі Скотт, штат Міннесота, США. Розташоване на площі 3,5 км² (3,5 км² — суходіл, водойм нема), згідно з переписом 2002 року в місті проживають 472 особи. Густота населення становить 133,9 осіб/км².
- Телефонний код міста — 952
- Поштовий індекс — 55020
- FIPS-код міста — 27-18656[1]
- GNIS-ідентифікатор — 0643269[2]